# ムハンマド・ファリド・ディディ
ムハンマド・ファリド・ディディ（ディベヒ語: އަލްއަމީރު މުޙަންމަދު ފަރީދު ދީދީ、Al'amīru Muḥanmadu Farīdu Dīdī、1901年1月11日 - 1969年5月27日）は、モルディブの第94代スルターン（在位 : 1954年3月7日 - 1968年11月11日）。

## 生涯
マレに生まれ、セイロンのロイヤル・カレッジ・コロンボで7年間学んだ。帰国後、スルターン・ハサン・ヌール・アッディーン・イスカンダル2世の宰相を務めた。
王政復古した後のモルディブの国家元首に就任。国民投票により共和制に再度移行するまで務めた。